# Комендант Пташиного острова
Комендант Пташиного острова — радянський художній фільм, поставлений на кіностудії «Союздитфільм» в 1939 році режисером Василем Проніним за однойменною повістю Сергія Диковського. Прем'єра фільму відбулася 13 серпня 1939 року.

## Сюжет
Прикордонний катер «Сміливий» затримує біля берегів Камчатки шхуну, на якій під виглядом рибалок знаходяться японські шпигуни, і бере її на буксир, залишивши для спостереження матроса Косіцина. Розігрується сильний шторм, японці обрубують буксирні канати. Шхуну викидає на камені біля берега. Червонофлотець Косіцин і затримані досягають безлюдного острівця. На Косіцина випадає найважча задача: в умовах безлюдного острова, він змушений без сну і відпочинку, без їжі і пиття стерегти від втечі сімох японських шпигунів. Без надії на порятунок він, тим не менш, виконує обов'язок радянського прикордонника.

## У ролях
- Леонід Кміт —  Косіцин
- Микола Дорохін —  командир прикордонного катера
- Микола Горлов —  лейтенант прикордонного катера
- Михайло Трояновський —  капітан японської шхуни
- Лев Потьомкін —  шкіпер японської шхуни
- Олексій Консовський —  радист
- Петро Савін —  червонофлотець
- Олександр Гречаний —  червонофлотець
- Р. Пак — боцман
- Га-О — епізод
- П. Хан — епізод
- Н. Ян — епізод

## Знімальна група
- Сценарист: Сергій Диковський
- Режисер-постановник: Василь Пронін
- Художник-постановник: Фелікс Богуславський
- Оператор: Марк Магідсон
- Композитор: Вано Мураделі